# Manuela Cupull
Manuela Cupull Mendoza (Santiago di Cuba, 16 giugno 1952) è un'ex cestista cubana.

## Carriera
Con Cuba ha disputato i Campionati del mondo del 1971 e i Giochi panamericani di Cali 1971.